# アウトブリード
アウトブリードとは、馬、犬、レース鳩などの生物の交配における用語で、近親配合ではないことを指す言葉である。

## 馬におけるアウトブリード
サラブレッドやアングロアラブはその性質上近親交配を行うのが常であるが、体質が弱くなるなどの副作用が発生すると言われており、これを回避するための交配において、特に5代前までの血統に共通した祖先がいない場合、アウトブリードと呼ばれる。また、専門家の中ではもっと厳密に分けて5代血統表の中に全く共通した祖先がいない場合はアウトクロスと呼び、父または母にインブリードがあるが両親の間にインブリードが発生しない場合のみをアウトブリードと呼ぶ場合がある。
およそ競馬のサイクルとしては遺伝力の強い種牡馬が現れ、その血を引く馬が大量に生まれると血統が飽和して衰退すると言われている。このときに異系の種牡馬が現れるとアウトブリードとなって活躍するとも言われている。1990年、日本に輸入されたサンデーサイレンスは典型的な異系種牡馬であり、ナスルーラ（主にテスコボーイやプリンスリーギフト）、ノーザンダンサー（主にマルゼンスキーやノーザンテースト）の血統で溢れていた日本の多くの繁殖牝馬に対して5代血統表に共通の祖先を持たないアウトブリード種牡馬となり、これらの牝馬と相性が良い場合が多かったこともあって大きな影響を及ぼした。また、アウトブリードで成功した競走馬にはタフな馬が多いとされる。
ただし、これらの概念は生産者側の経験則によって支えられている面があり、様々な血統理論が展開されている現在でも、科学的な根拠として提示されているものを探すのは難しい。

## アウトブリード血統の主な有名馬（日本国内）
- ミホシンザン（父内インブリード、母内インブリード）
- ニッポーテイオー（母内インブリード）
- タマモクロス（母内インブリード）
- メジロマックイーン
- ヤマニンゼファー
- ライスシャワー
- ミホノブルボン（父内インブリード）
- ビワハヤヒデ（父内インブリード）
- ホクトベガ
- ナリタブライアン
- メジロドーベル
- ステイゴールド
- ファレノプシス
- スペシャルウィーク（母方5代前にプリメロ・Harinaの全兄妹インブリードがある）
- アグネスデジタル
- マンハッタンカフェ
- ゼンノロブロイ
- ディープインパクト
- カネヒキリ
- ウオッカ（父内インブリード）
- ジャスタウェイ
- コパノリッキー
- ラッキーライラック（父内インブリード、母内インブリード）
- グランアレグリア（母内インブリード）
- コントレイル（母内インブリード）

## アウトブリード血統の主な有名馬（海外）
- ウインディシティ（1949）（母内インブリード）
- リボー（母内インブリード）
- シーバード（父内インブリード）
- ミルリーフ
- ブリガディアジェラード（父内インブリード）
- イージーゴア（父内インブリード、母内インブリード）
- シガー
- セルティックスウィング（母内インブリード）
- モンジュー
- ゴーストザッパー
- シーザスターズ